# Nordostdeutscher Fußballverband

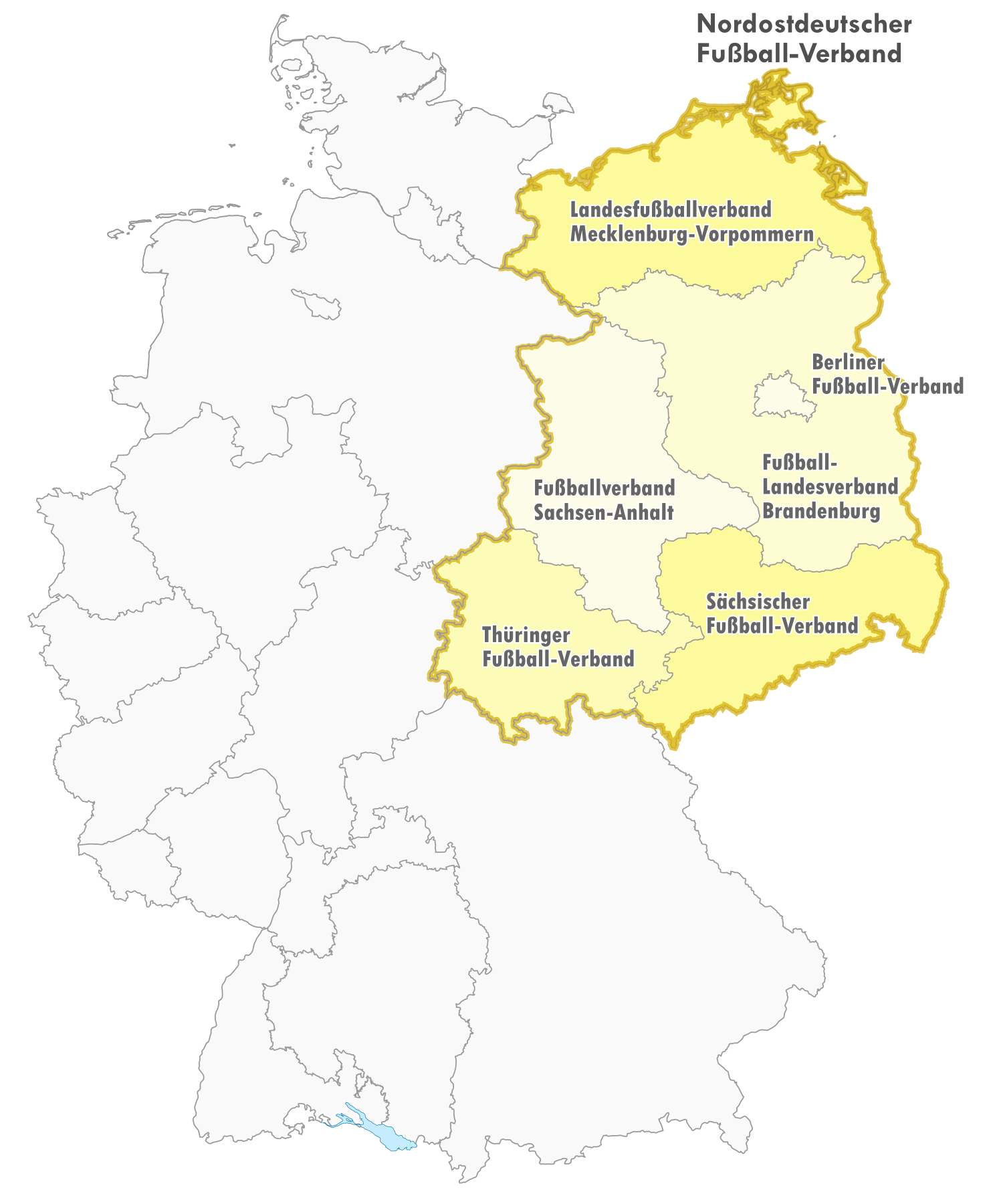
Karte des NOFV und seiner Landesverbände

Der Nordostdeutsche Fußballverband e. V. (NOFV) ist einer von fünf Regionalverbänden des Deutschen Fußball-Bundes (DFB). Der Sitz des Verbands ist Berlin. Im NOFV sind 4.107 Vereine mit 718.664 Mitgliedern organisiert.

## Geschichte

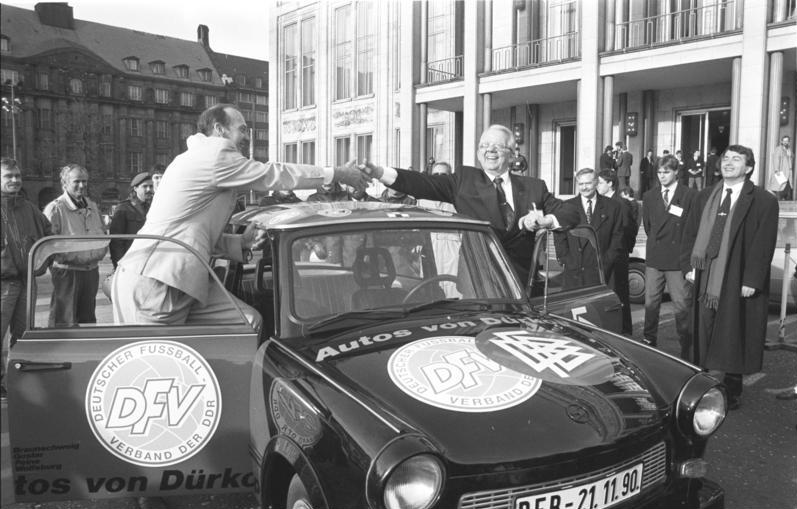
Als Geschenk zum Eintritt in den Deutschen Fußball-Bund (DFB) überreichte der Präsident des NOFV, Hans-Georg Moldenhauer (l.), DFB-Präsident Hermann Neuberger (r.) einen Trabant, 1990

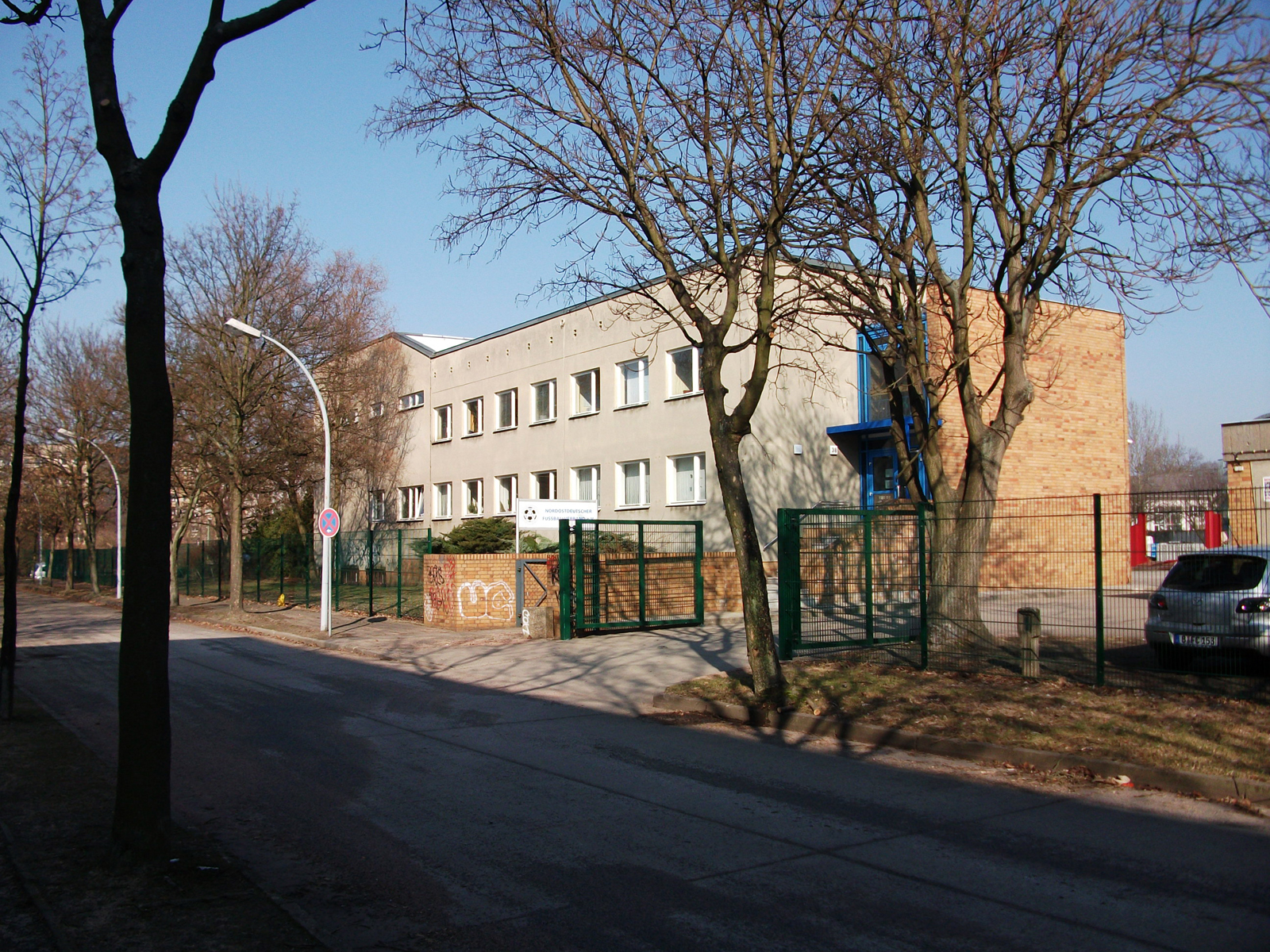
Geschäftsstelle des NOFV im Berliner Sportforum

Nachdem sich am 20. November 1990 der Deutsche Fußball-Verband der Deutschen Demokratischen Republik aufgelöst hatte, wurde an seiner statt der NOFV gegründet. Er trat dem DFB am 21. November bei, behielt seine Spielklassen zunächst jedoch noch bei, auch wenn sie in NOFV-Oberliga (vormals Oberliga) beziehungsweise NOFV-Liga (vormals Liga) umbenannt wurden. Auch der FDGB-Pokal wurde unter der Bezeichnung NOFV-Pokal weiter ausgespielt.
Die Eingliederung in die bestehenden Strukturen des DFB unter gleichzeitiger Aufnahme des Berliner Fußball-Verbandes in den NOFV erfolgte 1991, als zwei Oberligaklubs in die Bundesliga und sechs weitere in die 2. Bundesliga integriert wurden. Die übrigen Vereine wurden zusammen mit den NOFV-Liga-Vereinen in die neu geschaffenen Staffeln Nord, Mitte und Süd der drittklassigen Oberliga Nordost eingegliedert, von denen die Staffel Mitte 1994 aufgelöst und auf die übrigen Staffeln verteilt wurde. Ein Teil der Vereine der nun viertklassigen Oberliga qualifizierte sich gleichzeitig für die neugegründete Regionalliga Nord/Nordost, die zusammen mit dem Norddeutschen Fußball-Verband gebildet werden musste. Da man sich jedoch aufgrund der Reisekosten gegen diese Doppelliga sträubte, wurde die Regionalliga eigentlich nur vorübergehend, aber letztlich doch dauerhaft in zwei Staffeln gestaltet, die den Gebieten der beiden Verbände entsprachen und in einem Finale den Meister ausspielten. Somit wurde die Staffel Nordost der drittklassigen Regionalliga Nord/Nordost faktisch die höchste Spielklasse des NOFV vor der Oberliga Nordost.
Mit der Regionalligareform im Jahr 2000 stellte die viertklassige Oberliga Nordost mit ihren Staffeln Nord und Süd erneut die höchste Männerspielklasse des Verbandes dar, deren jeweilige Staffelersten direkt in die nun vom DFB geführte bundesweit zweigleisige Regionalliga aufstiegen. Durch die Einführung der 3. Liga wurde die Oberliga Nordost ab der Spielzeit 2008/09 zunächst fünftklassig. Ab der Spielzeit 2012/13 wurde erneut eine Regionalliga Nordost als höchste Spielklasse des Verbandes eingeführt.
Im Frauenfußball ist die Regionalliga Nordost die höchste Spielklasse des NOFV und ging aus der Frauenfußballmeisterschaft auf dem Gebiet der DDR hervor, die 1990/91 als Oberliga Nordost zum einzigen Mal im Ligensystem ausgespielt und dann in den Spielbetrieb des DFB integriert wurde. Der Meister der Regionalliga steigt direkt in die 2. Bundesliga auf.

## Präsidenten
| Amtszeit  | Name                   | Verband                   |
| --------- | ---------------------- | ------------------------- |
| 1990–2010 | Hans-Georg Moldenhauer | Sachsen-Anhalt, ehem. DFV |
| 2010–2018 | Rainer Milkoreit       | Thüringen                 |
| 2018–2020 | Erwin Bugár            | Sachsen-Anhalt            |
| seit 2020 | Hermann Winkler        | Sachsen                   |

## Vereinswettbewerbe des NOFV
- Männer-Fußball
  - Regionalliga Nordost [IV]
  - Oberliga Nordost in den Staffeln Nord und Süd [V]
- Frauen-Fußball
  - Regionalliga Nordost [III]
  - NOFV-Futsal-Meisterschaft
- Männer-Futsal
  - Futsal-Regionalliga Nordost [II]
  - NOFV-Pokal
- Junioren-Fußball
  - Regionalliga Nordost (A- und B-Jugend) [II]
  - Regionalliga Nordost (C-Jugend) [I]
  - NOFV-Pokal (B-Jugend)
  - NOFV-Futsal-Meisterschaft (A-, B-, C- und D-Jugend)
- Juniorinnen-Fußball
  - NOFV-Meisterschaft (B-Juniorinnen)
  - NOFV-Futsal-Meisterschaft (B-Juniorinnen)

## NOFV-Vereine in höheren Ligen 2025/26

### Männer-Fußball
| Bezeichnung   | Anzahl | Mannschaften                                      |
| ------------- | ------ | ------------------------------------------------- |
| 1. Bundesliga | 2      | 1. FC Union Berlin, RB Leipzig                    |
| 2. Bundesliga | 3      | Hertha BSC, Dynamo Dresden, 1. FC Magdeburg       |
| 3. Liga       | 3      | FC Erzgebirge Aue, Energie Cottbus, Hansa Rostock |

### Frauen-Fußball
| Bezeichnung          | Anzahl | Mannschaften                                       |
| -------------------- | ------ | -------------------------------------------------- |
| 1. Frauen-Bundesliga | 3      | RB Leipzig, FC Carl Zeiss Jena, 1. FC Union Berlin |
| 2. Frauen-Bundesliga | 2      | 1. FFC Turbine Potsdam, FC Viktoria 1889 Berlin    |

### Männer-Futsal
| Bezeichnung       | Anzahl | Mannschaften                                 |
| ----------------- | ------ | -------------------------------------------- |
| Futsal-Bundesliga | 2      | FC Liria Berlin, VfL 05 Hohenstein-Ernstthal |

### Junioren-Fußball
| Bezeichnung           | Anzahl | Mannschaften |
| --------------------- | ------ | --- |
| U19-DFB-Nachwuchsliga | 12     | Chemnitzer FC, Energie Cottbus, FC Erzgebirge Aue, Hallescher FC, Hertha BSC, Dynamo Dresden, FC Carl Zeiss Jena, RB Leipzig, FC Rot-Weiß Erfurt, 1. FC Union Berlin, Berliner AK, Hansa Rostock, 1. FC Magdeburg, FC Viktoria 1889 Berlin |
| U17-DFB-Nachwuchsliga | 12     | Chemnitzer FC, Energie Cottbus, FC Erzgebirge Aue, Hallescher FC, Dynamo Dresden, FC Carl Zeiss Jena, RB Leipzig, Hertha BSC, 1. FC Union Berlin, Hansa Rostock, FC Rot-Weiß Erfurt, 1. FC Magdeburg                                       |